# 小行星7935
小行星7935（7935 Beppefenoglio）是一颗围绕太阳公转的小行星。1990年3月1日，亨利·德波鸿诺在拉西拉天文台发现了此天体。
这颗小行星的绝对星等为339.4741027631682等。